# Thézac (Lot-et-Garonne)
Thézac é uma comuna francesa na região administrativa da Nova Aquitânia, no departamento Lot-et-Garonne. Estende-se por uma área de 11,5 km². Em 2010 a comuna tinha 204 habitantes (densidade: 17,7 hab./km²).